# Сухие Курнали
 Сухи́е Курнали́  (тат. Коры Көрнәле) — село в Алексеевском районе Татарстана. Административный центр и единственный населённый пункт Курналинского сельского поселения.

## География
Село находится в Западном Закамье, в верховьях реки Курналка. Расположено в 16 км к юго-западу от районного центра Алексеевское.

## История
В «Списке населенных мест по сведениям 1859 года», изданном в 1866 году, населённый пункт упомянут как казённая деревня Сухие Курнали 2-го стана Спасского уезда Казанской губернии. Располагалась при речке Сухой Курлянке, по левую сторону просёлочного тракта в село Билярск, в 50 верстах от уездного города Спасска и в 35 верстах от становой квартиры в казённой деревне Базарные Матаки. В деревне в 214 дворах жили 1366 человек (664 мужчины и 702 женщины). Были 3 мечети.

## Население
| 1782 | 1859 | 1897 | 1908 | 1920 | 1926 | 1938 | 1949 | 1958 | 1970 | 1979 | 1989 | 2002 | 2010 | 2015 |
| ---- | ---- | ---- | ---- | ---- | ---- | ---- | ---- | ---- | ---- | ---- | ---- | ---- | ---- | ---- |
| 219  | 1218 | 1591 | 1959 | 2023 | 1281 | 1068 | 1084 | 1063 | 1013 | 622  | 417  | 399  | 349  | 340  |

Национальный состав
Согласно результатам переписи 2002 года, в национальной структуре населения села татары составляли 97%.

### Комментарии
1. ↑  Расстояние измерено с помощью инструментария Яндекс.Карты
2. ↑  душ мужского пола